# Onthophagus transquadridentatus
Onthophagus transquadridentatus es una especie de insecto del género Onthophagus, familia Scarabaeidae, orden Coleoptera.
Fue descrita científicamente por Scheuern en 1995.